# سیچلاید کله‌شیری
سیچلاید کله‌شیری با نام علمی ( Steatocranus casuarius )، که به نام‌های کله بلوک آفریقایی ، کله گاومیشی و کله‌قوچی شناخته میشود، گونه‌ای از سیچلایدهای تندابه دوست بومی دریاچه مالبو و رود کنگو است.  از غارها برای تخم ریزی استفاده می کند. طول این گونه می تواند به ۱۰ سانتیمتر (۳٫۹ اینچ) برسد. گونه ای شناخته شده در تجارت آکواریوم است.